# Volumic
Volumic ou Volumic 3D est une entreprise française (basée à Nice) spécialisée dans l'impression 3D fondée par Stéphane Malaussena et Gérard Luppino et qui fait partie de la French Fab. Elle commercialise des imprimantes 3D de type Material Extrusion (extrusion de matière) compatible avec 50 matériaux différents. 
Elle a obtenu deux prix lors du CES 2020 à Las Vegas, pour sa nouvelle imprimante 3D Ultra Supercharged dans les catégories 3D Printing et Sustainability and Eco-design.
Volumic a aussi participé à La Grande Exposition du Fabriqué en France 2020 à l'Élysée, où elle a représenté les Alpes-Maritimes,. À la suite de cet événement, l'entreprise a reçu la visite du maire de Nice Christian Estrosi.
En 2020, Volumic a imprimé mille éprouvettes d'analyse pour le dépistage du Covid-19 en 72 heures pour parer à la pénurie,.